# Национална статистическа служба на Република Сърбия
Националната статистическа служба на Република Сърбия (на сръбски: Републички завод за статистику Србије) е специализирана държавна агенция в Сърбия, отговорна за официалните статистически проучвания в страната.

## История
Официална статистика в Република Сърбия е въведена през 1862 г., когато княз Михаил Обренович приема акт, с който дава правомощия на икономическия отдел на Министерството на финансите по отношение на цялата статистическа дейност. С това се поставя началото на държавната статистика в Сърбия, но историческите данни показват, че и преди това се е извършвало събиране на статистически данни за данъкоплатците, преброяване на добитъка (през 1824 г.) и редовно преброяване на населението (от 1834 г.), както и редовно наблюдение на статистически данни за външната търговия, вътрешната търговия, цените и заплатите от 1843 г. Статистическата дейност преди основаването на Националната статистическа служба е извършвана чрез участие на сръбски представители в международните конгреси на статистиците, проведени в Хага през 1859 г., в Берлин през 1863 г. и във Флоренция през 1867 г.
Законът за организацията на статистиката е приет през 1881 г., а през 1882 г. Министерството на народното стопанство поема отговорността за националната статистика. Националната статистическа служба на Република Сърбия е член на Международния статистически институт от основаването му през 1885 г. Дирекция за държавна статистика е основана през 1919 г. в рамките на Министерството на социалната политика на Кралство Югославия, но отделна статистическа служба на Сърбия е открита едва през 1945 г.
Първата държавна статистика на Сърбия е публикувана през 1863 г., а първите резултати от преброяването на населението – през 1863 г. Първият статистически годишник на Кралство Сърбия е публикуван през 1893 г., а последният – през 1910 г. През 1954 г. е преиздадено специално издание на Статистическия годишник на Сърбия, като комплексна статистическа публикация, която обхваща резултатите от разнообразни статистически изследвания.
Самостоятелната статистическа служба на Република Сърбия е основана през 1945 г. В периода 1945 – 2006 г. Националната статистическа служба на Република Сърбия е по-нисък ранг от Федералната статистическа служба по отношение на процеса на провеждане на уникални програми за статистически изследвания и методологии. Същевременно службата е напълно независима по отношение на финансови и човешки ресурси и други въпроси.